# Carolin Schumski
Carolin Schumski (* 26. Oktober 1985 in Rostock) ist eine ehemalige deutsche Fußballspielerin.

## Leben
Schumski kam erst mit 14 Jahren zum Fußball. Zuvor hatte sie sich eher für Karate und Kickboxen interessiert und nur nebenbei Fußball gespielt. Ab 1999 spielte sie für den PSV Rostock und wechselte zwei Jahre später zum FFV Neubrandenburg, mit dem sie 2005 in die 2. Bundesliga aufstieg. Im Dezember 2007 trat sie aus persönlichen Gründen aus dem Verein aus, um sich mehr auf ihr Studium zu konzentrieren. Im Sommer 2008 wechselte sie zum Bundesligisten 1. FFC Turbine Potsdam, wo sie am 7. September 2008 gegen Bayern München ihr Bundesligadebüt feierte. Sie wurde mit Turbine Deutscher Meister, absolvierte aber nur zwei Spiele. Nach der Saison beendete sie ihre Karriere.

## Privat
Schumski studiert Sozialpädagogik an der Evangelischen Fachhochschule in Berlin. Ihr Bruder Georg Schumski spielt beim Malchower SV 90 in der Oberliga Nordost-Nord.